# La Brigade chimérique - Ultime Renaissance
La Brigade chimérique – Ultime Renaissance est une bande dessinée écrite par Serge Lehman et dessinée par Stéphane de Caneva. Publiée par les Éditions Delcourt en 2022, elle met en scène le retour des super-héros à Paris, après leur disparition à la suite des événements racontés dans la série  La Brigade chimérique.

## Intrigue
Charles Dex, spécialiste de l'hypermonde, dirige un laboratoire d'archéologie culturelle qui enquête  sur les aberrations scientifiques. À la suite de l'attaque d'un rat géant dans le métro parisien, il est chargé de retrouver les surhommes européens disparus à la veille de la Seconde Guerre mondiale.

## Genèse
Si l'idée d'offrir une suite à La Brigade chimérique apparaît dès l'écriture de la série originelle — la dernière planche montre la bague perdue de Jean Séverac avec le commentaire « Et c'est lorsque vous m'aurez tous renié que je reviendrais parmi vous » —, le projet ne prend forme réellement qu'en 2016. En effet, tout d'abord la vague d'attentats islamistes qui sévit en France en 2015 incite Serge Lehman à vouloir réinvestir l'imaginaire super-héroïque de la France du XXIe siècle. Par ailleurs, les déboires éditoriaux rencontrés sur la série L'Œil de la Nuit, lorsque les héritiers de Jean de La Hire s'oppose à sa réutilisation du personnage du Nyctalope, provoquent une forte frustration chez Serge Lehman qui le conduit à retourner à sa propre création : la Brigade chimérique.

## Analyse de l'album
L'album est divisé en huit chapitres afin de garder le style feuilletonesque déjà en œuvre dans la série originelle.
Ultime Renaissance cherche à s'inscrire dans une histoire globale des super-héros, non seulement  en multipliant les clins d'œil aux super-héros américains, mais également 
en faisant référence à leurs alter-ego : Mikros, L'Archer blanc, Fox-Boy, Le Garde Républicain, afin de mettre en lumière la richesse des super-héros à la française.

## Œuvres reliées à l'univers deLa Brigade chimérique – Ultime Renaissance
Ultime Renaissance prend place dans l'univers créé par Serge Lehman, Fabrice Colin et Gess à partir de la série La Brigade chimérique parue entre 2009 et 2010. L'intrigue d'Ultime Renaissance, se déroulant cinq ans après les événements de Masqué, fait par ailleurs référence aux séries L'Homme truqué et Metropolis.
Scénario de Serge Lehman.
- La Brigade chimérique, dessin de Gess (L'Atalante, 2009-2010)
- Masqué, dessin de Stéphane Crépy  (Delcourt, 2012-2013)
- L'Homme truqué, dessin de Gess (L'Atalante, 2013)
- Metropolis, dessin de De Caneva (Delcourt, 2014-2017)
- L'Œil de la Nuit, dessin de Gess (Delcourt, 2015-2016)

## Webographie

### Articles spécialisés et chroniques
- Arthur Bayon, « La Brigade chimérique : quand les super-héros français d'hier défendent le Paris d'aujourd'hui », sur Le Figaro, 5 février 2022
- Victor Benelbaz, « La Brigade chimérique - Ultime renaissance », sur Comix trip, 30 janvier 2022
- Sonia Dollinger, « La Brigade chimérique, ultime renaissance : les archives de l’hypermonde », sur Archives et culture pop, 24 janvier 2022
- Adrien L., « [Review VF] La Brigade Chimérique - Ultime Renaissance », sur MDCU Comics, 5 janvier 2022
- Boris Dans, « La Brigade Chimérique – Ultime Renaissance (VF-Delcourt) », sur ComicStories, 6 janvier 2022
- Bruce lit, « Retour du refoulé (La brigade chimérique, ultime renaissance) », sur Bruce lit, 5 janvier 2022
- Laurent Proudhon, « “La Brigade chimérique – Ultime Renaissance” : la revanche des superhéros européens », sur Benzine Magazine, 11 juin 2022

### Interviews des auteurs
- Archives et culture pop (Intervieweur) et Serge Lehman, « Entrevue avec Serge Lehman, les archives ou les « souvenirs d’un monde perdu » », sur Archives et culture pop, 4 février 2022
- Nicolas Martin (Intervieweur), Serge Lehman et Stéphane De Caneva, « La brigade chimérique : nos héros ont du talent », La Méthode scientifique, sur France Culture, 11 février 2022
- Arno Kikoo et Corentin (Intervieweurs) et Serge Lehman, « La Brigade Chimérique : bienvenue dans l'Hypermonde ! avec Serge Lehman », SuperFriends, sur First Print, 14 février 2022